# Mark (Somerset)
Mark è un villaggio e parrocchia civile dell'Inghilterra, appartenente alla contea del Somerset.